# Reichskommissariat Ukraine
Durant la Segona Guerra Mundial, el Reichskommissariat Ukraine (abreujat com a RKU) era el règim d'ocupació civil (Reichskommissariat) de gran part de l'Ucraïna ocupada per l'Alemanya nazi (que incloïa zones adjacents de les actuals Belarús i Polònia d'abans de la guerra). Estava governat pel Ministeri del Reich per als Territoris Orientals Ocupats dirigit per Alfred Rosenberg. Entre setembre de 1941 i agost de 1944, el Reichskommissariat va ser administrat per Erich Koch com a Reichskommissar. Les tasques de l'administració incloïen la pacificació de la regió i l'explotació, en benefici alemany, dels seus recursos i gent. Adolf Hitler va emetre un decret del Führer que definia l'administració dels territoris orientals recentment ocupats el 17 de juliol de 1941.
Abans de la invasió alemanya, Ucraïna era una república constituent de la Unió Soviètica, habitada per ucraïnesos amb minories russa, polonesa, jueva, belarussa, alemanya, romaní i tàrtara. Va ser un tema clau de la planificació nazi per a l'expansió de l'estat alemany després de la guerra. L'ocupació nazi d'Ucraïna va posar fi a la vida de milions de civils a l'Holocaust i altres assassinats en massa nazis: s'estima entre 900.000 i 1,6 milions de jueus i 3 a 4 milions d'ucraïnesos no jueus van ser assassinats durant l'ocupació; altres fonts estimen que 5,2 milions de civils ucraïnesos (de tots els grups ètnics) van morir a causa de crims contra la humanitat, malalties relacionades amb la guerra i fam que representaven més del 12% de la població d'Ucraïna en aquell moment.

## Història

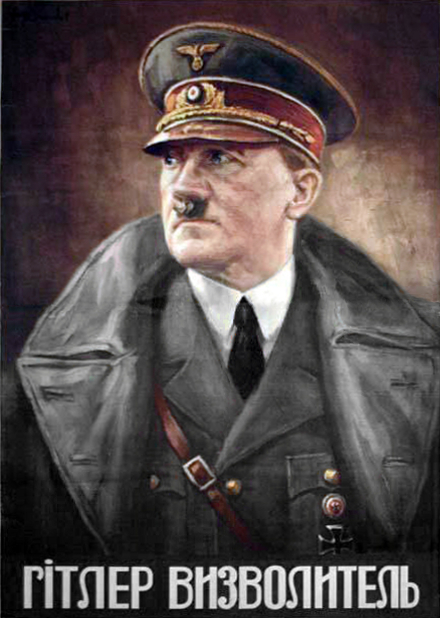
Cartell de propaganda nazi en ucraïnès que diu "Hitler l'Alliberador"

L'Alemanya nazi va llançar l'operació Barbarroja contra la Unió Soviètica el 22 de juny de 1941 en violació del Tractat de no agressió mutu. La invasió alemanya va provocar l'enfonsament dels elements occidentals de l'Exèrcit Roig soviètic als antics territoris de Polònia annexionats per la Unió Soviètica. El 16 de juliol de 1941, Hitler va nomenar el gauleiter nazi Erich Koch com a Reichskommissar per al previst Reichskommissariat Ukraine, que va ser creat per decret del Führer l'1 de setembre de 1941. Originalment subjecte a Alfred Rosenberg. ministre del Reich per als Territoris Orientals Ocupats, es va convertir en una entitat civil alemanya separada. La primera transferència del territori ucraïnès soviètic de l'administració militar a l'administració civil va tenir lloc l'1 de setembre de 1941. Hi va haver més transferències el 20 d'octubre i l'1 de novembre de 1941, i una transferència final l'1 de setembre de 1942, que va portar els límits de la província. més enllà del riu Dnièper.
En la ment d'Adolf Hitler i altres expansionistes alemanys, la destrucció de l'URSS, batejada com un estat "judeobolxevic", eliminaria una amenaça de les fronteres orientals d'Alemanya i permetria la colonització dels extensos territoris d'Europa de l'Est sota la bandera del Lebensraum (espai vital) per a la satisfacció de les necessitats materials del poble germànic. Declaracions ideològiques sobre el Herrenvolk alemany (raça mestra) que tenien dret a expandir el seu territori, especialment a l'est, es van estendre àmpliament entre el públic alemany i els funcionaris nazis de diversos rangs. Més tard, el 1943, Erich Koch va dir sobre la seva missió: "Som una raça mestra, que cal recordar que el més baix treballador alemany és racial i biològicament mil vegades més valuós que la població d'aquí".
El 14 de desembre de 1941, Rosenberg va discutir amb Hitler diversos temes administratius relacionats amb el Reichskommissariat d'Ucraïna. Aquests incloïen una disputa sobre l'estatus de Koch i l'accés a Hitler, l'escassetat de mà d'obra per recollir la collita, la insistència de Hitler que Crimea i gran part del sud d'Ucraïna s'havien de "netejar" (és a dir, eliminar les nacionalitats no desitjades) i directament unit al Reich com un districte anomenat Gotenland ("Terra dels Gots") el canvi de nom de ciutats com Simferòpol a "Gotenburg" i Sebastòpol a "Theoderichshafen" (en honor l'antic rei gòtic Teodoric el Gran) i un ajust a la frontera amb Governació de Transnístria controlada per Romania per eliminar les vistes a les drassanes de Mikolaiv.
Hitler va decretar la creació de l'organització del Partit Nazi Arbeitsbereich Osten der NSDAP per als nous territoris ocupats de l'est l'1 d'abril de 1942. Aquest moviment s'havia resistit amargament tant per part de Rosenberg, que temien amb raó que la transformació de l'administració d'un estat dels territoris orientals a una burocràcia d'un partit significaria el final efectiu de l'autoritat del seu ministeri (que era un òrgan estatal), i Heinrich Himmler, que temien amb raó que l'establiment d'un arbeitsbereich anés acompanyat perquè els comissaris esdevinguessin RVK (comissaris de guerra) i, per tant, enormement empoderats a costa de les SS, que ja havien anat perdent terreny des de finals de setembre de l'any anterior, quan el govern del comissariat va començar a establir-se amb comissaris locals que asseguraven el control de la policia als seus territoris, fins ara controlats per les SS. La resistència de la rereguarda d'Himmler i Rosenberg aviat es va esfondrar davant la pressió de Martin Bormann a Berlín, i Koch i Lohse al camp. Rosenberg almenys va aconseguir ser nomenat Reichsleiter ("líder del Reich") del nou arbeitsbereich. Més tard, Rosenberg va intentar portar aquest poder polític a la secció política del ministeri per mantenir tots els problemes del partit sota el seu control, i va prohibir la creació d'organitzacions i qualsevol activitat política a l'Est sense la seva autorització expressa. No cal dir que va ser totalment desobeït.
Amb l'esperança que unint forces poguessin recuperar una mica d'influència, Himmler i Rosenberg van decidir el nomenament de Gottlob Berger, l'home polític d'Himmler i cap de personal de les SS, com a adjunt de Rosenberg, un moviment que en teoria donaria a Rosenberg el control de les forces de les SS en els territoris soviètics ocupats sota administració civil a canvi del seu suport a les SS en les seves lluites pel poder. L'associació entre Rosenberg i Himmler no va aconseguir res més que l'exasperació de l'altre més enllà de la resistència i Berger aviat va retirar tota cooperació. Koch i Lohse van reduir gradualment la comunicació amb Rosenberg, mantenint-se en contacte amb Hitler a través de Bormann i la cancelleria del partit. Tots dos també es van preocupar d'establir organitzacions de les SA de la seva jurisdicció com a contrapès a les SS. Atès que molts dels funcionaris del comissariat eren oficials de SA en actiu o de reserva, el rancor preexistent contra les SS va ressuscitar amb aquestes mesures i es va garantir un enverinament de les relacions. Com a últim recurs, l'Höherer SS- und Polizeiführer (HSSPF) a Ucraïna, Hans-Adolf Prutzmann, va intentar apropar-se directament a Koch només per ser abusat i acomiadat amb menyspreu.
El Reichskommissariat Ukraine va ser liquidada el 10 de novembre de 1944.

## Geografia
El Reichskommissariat d'Ucraïna va excloure diverses parts de l'actual Ucraïna i va incloure alguns territoris fora de les seves fronteres modernes. S'estenia a l'oest des de la regió de Volínia al voltant de Lutsk, fins a una línia des de Vinnytsia fins a Mikolaiv al llarg del riu Bug Meridional al sud, fins a les zones que envolten Kíiv, Poltava i Zaporíjia a l'est. Territoris conquerits més a l'est, inclosa la resta d'Ucraïna (Crimea, Txerníhiv, Kharkiv i la conca del Donbàs/Donets), van estar sota govern militar fins a 1943–44. En la seva màxima extensió, incloïa poc menys de 340.000 quilòmetres quadrats.
Galícia Oriental va ser transferida al control del Govern General arran d'un decret de Hitler, convertint-se en el seu cinquè districte, (Districte de Galícia). L'antic territori soviètic entre els rius Bug meridional i Dnièster també va quedar exclòs del Reichskommissariat d'Ucraïna; aquest va ser donat a Romania i anomenat "Transnistria" o "Transniestra", governat des d'Odessa pel Dr. Alexeanu, el governador romanès.
També abastava diverses parts del sud de l'actual Belarús, inclosa Polèsia, una gran àrea al nord del riu Prípiat amb boscos i pantans, així com la ciutat de Brest-Litovsk, i les ciutats de Pinsk i Mazyr. Això va ser fet pels alemanys per tal d'assegurar un subministrament estable de fusta i un transport ferroviari eficient i per aigua.

## Administració
El Staatssekretär Herbert Backe va ser nomenat personalment pel ministre del Reich per als Territoris Ocupats de l'Est, Alfred Rosenberg. El seu ministeri va produir la Instruktion für einen Reichskommissar in der Ukraine per a la direcció dels futurs administradors del Reichskommissariat d'Ucraïna.
La capital d'aquesta administració alemanya es trobava a Rivne, a l'oest d'Ucraïna.
L'administració alemanya va donar el paper de "Cap de la Comissió Principal d'Ucraïna" al professor Wolodomyr Kubijowytsch, un dels primers seguidors locals.
L'administració local de justícia civil i penal, a part de les branques locals de justícia militar de les SS i de la Wehrmacht, estava formada per "Parteien Chef", "Agutzils", "Alcaldes", amb la supervisió dels alemanys "Schöffen" (assessors) i "Schlichter (plural).)" (Àrbitres) amb amplis poders legals. Els casos o situacions més importants que afectaven els "drets naturals" de qualsevol subjecte "ari", van ser gestionats a Rivne o Berlín.
La Wehrmacht va introduir reformes a Ucraïna permetent una llibertat religiosa limitada. El gener de 1942, el bisbe Polikarp Sikorsky de l'Església Ortodoxa Autocèfala d'Ucraïna es va convertir en l'administrador temporal de les terres de l'església a l'Ucraïna ocupada pels alemanys i se li va concedir el títol d'arquebisbe de Lutsk i Kovel. També tenia autoritat sobre els bisbats de Kíev, Zhytomyr (bisbe Hryhorij Ohijchuk), Poltava, Kropyvnytskyi, Lubni (bisbe Sylvester Hayevsky), Dnipro i Bila Tserkva .(bisbe Manuyil Tarnavsky) per decret de l'Administració civil alemanya de llibertat religiosa limitada a Ucraïna. L'Administració alemanya també va permetre que l'arquebisbe Alexandre de Pinsk i Polèsia mantingués l'autoritat religiosa que exercia abans de la guerra i el mateix permís va ser concedit a l'arquebisbe Alexandre de Volínia .

### Divisions administratives

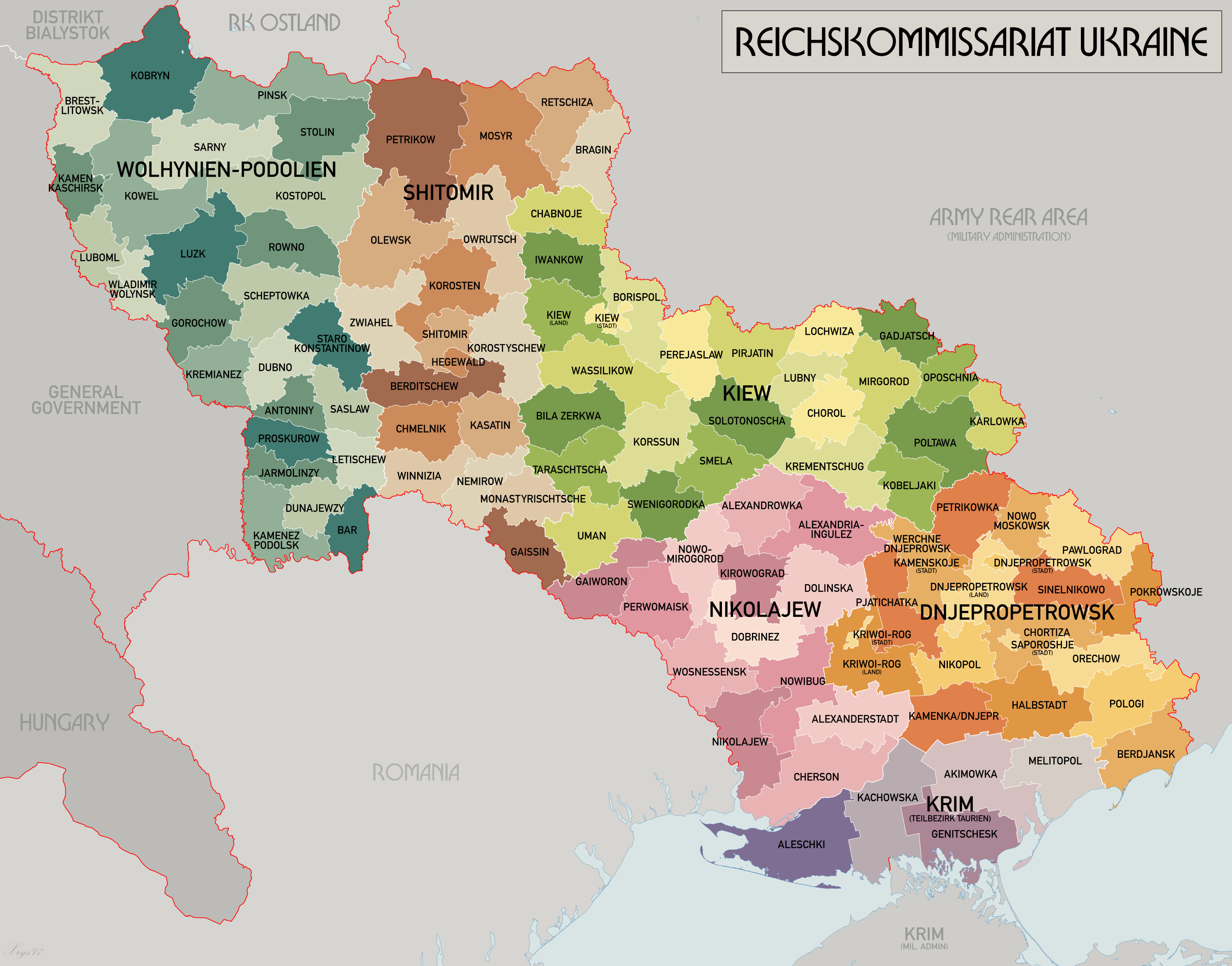
Mapa administratiu, setembre de 1942

Districte General de Crimea el 1942

La capital administrativa del Reichskommissariat era a Rivne, i estava dividida en sis Generalbezirke (districtes generals), anomenats Generalkommissariate (comissariats generals) en la planificació pre-Barbarosa. Aquesta estructura administrativa es va subdividir al seu torn en 114 Kreisgebiete, i més endavant en 443 Parteien.
Cada "Generalbezirk" era administrat per un "Generalkommissar"; cada Kreisgebiete circular [és a dir, districte]" estava dirigida per un "Gebietskommissar" i cada Partei ["partit"] estava governat per un Parteien Chef (cap del partit) ucraïnès o alemany. Al nivell inferior hi havia Akademiker ("Acadèmics", és a dir, caps de districte) alemany o ucraïnès (similar als Wojts polonesos del Govern General). Al mateix temps, a menor escala, els municipis locals eren administrats per "Agutzils" nadius" i "Alcaldes", acompanyats dels respectius assessors polítics alemanys si calia. A les zones més importants, o on hi havia un destacament de l'exèrcit alemany, l'administració local sempre estava dirigida per un alemany; a les zones menys significatives s'encarregava del personal local.
Els sis districtes generals eren (noms en català i centres administratius entre parèntesis):
- Shitomir (Jitòmir) - encapçalat pel Regierungpräsident Kurt Klemm, després pel SS-Brigadeführer Ernst Ludwig Leyser (des de 1942)
- Kiew (Kíiv) - encapçalat pel SA-Brigadeführer Helmut Quitzrau (fins al 14 de febrer de 1942), després SA-Oberführer Waldemar Magunia (des del 14 de febrer de 1942)
- Nikolajew (Mikolaiv) - encapçalat per l'NSFK -Obergruppenführer Ewald Oppermann
- Wolhynien und Podolien (Volínia i Podíl·lia; Luzk) - encapçalat pel SA Obergruppenführer Heinrich Schoene
- Dnjepropetrowsk (Dniprò): encapçalat per Oberbefehlshaber der NSDAP ('comandant en cap del partit') Claus Selzner
- Krym-Taurien (Crimea-Taurida; Melitòpol) - encapçalat pel Gauleiter Alfred Frauenfeld (cal tenir en compte que el títol d'aquest districte era un nom inadequat, només incloïa l'àrea al nord de la península de Crimea fins al riu Dnièper[10]).

La posició administrativa del Krim Generalbezirk va romandre ambigua. Segons el pla alemany original, correspondria aproximadament a l'antiga gubèrnia de Tàurida (per tant, inclou també parts continentals d'Ucraïna), i havia de consistir en dos Teilbezirke (subdistrictes):
- Taurien (les seccions continentals, incloses l'estepa de Nogai i parts de les províncies de Mikolaiv i Zaporíjia).
- Krym (península de Crimea)

Només el primer d'ells va ser traslladat a l'administració civil el setembre de 1942, i la península va romandre sota control militar durant la guerra. El seu administrador, Frauenfeld, va fer front a les autoritats militars i civils entre si i va obtenir la llibertat de dirigir el territori com ell cregués convenient. D'aquesta manera, va gaudir d'una completa autonomia, vora la independència, respecte de l'autoritat de Koch. L'administració de Frauenfeld va ser molt més moderada que la de Koch i, en conseqüència, més reeixida econòmicament. Koch estava molt enfadat per la insubordinació de Fraunfeld (també existia una situació comparable en la relació administrativa entre el comissariat general estonià i el Reichskommissariat Ostland).
La incorporació programada al Reichskommissariat d'Ucraïna, però mai transferida a l'administració civil, eren el Generalkommissariate Tschernigow (Txernihiv), Charkow (Khàrkiv), Stalino (Donetsk), Woronezh (Vorónej), Rostow (Rostov-on-Don), Stalingrad i Saratow (Saràtov), que hauria portat el límit de la província a la frontera occidental del Kazakhstan. A més, el Reichskommissar Koch va voler estendre encara més el seu Reichskommissariat a Ciscaucasia.

## Dades demogràfiques
La premsa oficial alemanya, el 1941, va informar que les poblacions urbanes i rurals d'Ucraïna eren 19 milions cadascuna. Durant l'existència del comissariat, els alemanys només van realitzar un cens oficial, per a l'1 de gener de 1943, documentant una població de 16.910.008 persones. El cens oficial soviètic de 1926 va registrar la població urbana en 5.373.553 i la població rural en 23.669.381, un total de 29.042.934. El 1939, un nou cens va informar que la població urbana ucraïnesa era d'11.195.620 i la població rural era de 19.764.601, un total de 30.960.221. Els soviètics ucraïnesos representaven el 17% de la població soviètica total.

## Seguretat
La Wehrmacht va patir pressió per raons polítiques per restaurar gradualment la propietat privada a les zones sota control militar i per acceptar reclutes voluntaris locals a les seves unitats i a les Waffen-SS, tal com van promoure les organitzacions nacionalistes ucraïneses locals, l'OUN-B i l'OUN- M, mentre rebia suport polític de la Wehrmacht .
El Reichsführer-SS alemany i cap de la policia alemanya, Heinrich Himmler, inicialment tenia autoritat directa sobre qualsevol formació de les SS a Ucraïna per ordenar "operacions de seguretat", però aviat la va perdre, sobretot després de l'estiu de 1942 quan va intentar recuperar el control de la policia a Ucraïna guanyant autoritat per a la recollida de la collita, i va fracassar miserablement, en gran part perquè Koch va retenir la cooperació. A Ucraïna, Himmler aviat es va convertir en la veu d'una relativa moderació, amb l'esperança que una millora de les condicions de vida dels ucraïnesos animaria un nombre més gran d'ells a unir-se a les divisions estrangeres de les Waffen-SS. Koch, sobrenomenat adequadament com el "boxí d'Ucraïna", menyspreava els esforços d'Himmler. En aquest assumpte, Koch va comptar amb el suport de Hitler, qui es mantenia escèptic quan no hostil a la idea de reclutar eslaus en general i de les diverses nacionalitats soviètiques en particular a la Wehrmacht.

## Explotació econòmica
A l'administració civil del Ministeri del Reich per als Territoris Ocupats de l'Est va treballar nombrosos membres del personal tècnic sota Georg Leibbrandt, antic cap de la secció est de l'oficina política exterior del Partit Nazi, ara cap de la secció política del Ministeri per als territoris ocupats de l'Est. L'adjunt de Leibbrandt, Otto Bräutigam, havia treballat anteriorment com a cònsol amb experiència a la Unió Soviètica. Els assumptes econòmics van romandre sota la gestió directa d'Hermann Göring(el Plenipotenciari del Pla Quatrienal d'Alemanya). Des del 21 de març de 1942 Fritz Sauckel tenia el paper de "plenipotenciari general per al desplegament laboral" (Generalbevollmächtigter für den Arbeitseinsatz), encarregat de reclutar mà d'obra per a Alemanya a tot Europa, tot i que a Ucraïna Koch va insistir que Sauckel es limitava a establir requisits, deixant el "reclutament" real d'Ost-Arbeiter a Koch i els seus. L' Ost Branch de l'Organització Todt operava des de Kíev. Altres membres de l'administració alemanya a Ucraïna incloïen el Generalkommissar Leyser i el Gebietkommissar Steudel.
El Ministeri de Transport tenia el control directe de "Ostbahns" i "Generalverkehrsdirektion Osten" (l'administració ferroviària als territoris orientals). Aquestes intervencions del govern central alemany en els afers dels afers orientals per part dels ministeris eren conegudes com Sonderverwaltungen (administracions especials).
La posició del Ministeri d'Afers Orientals era feble perquè els seus caps de departament: (Economia, Treball, Aliments i Cultius i Forestes i Bosques) ocupaven càrrecs similars en altres departaments governamentals (El Pla Quatrienal, Oficina Econòmica Oriental, Ministeri d'Aliments i Agricultura, etc.) amb la resta de personal subaltern complementari. Així, el Ministeri de l'Est era gestionat per criteris personals i interessos particulars per sobre de les ordres oficials. A més, no van aconseguir mantenir la “Secció Política” en un nivell d'igualtat amb els departaments més especialitzats (Economia, Obres, Granges, etc.) perquè les consideracions polítiques xocaven amb els plans d'explotació del territori.

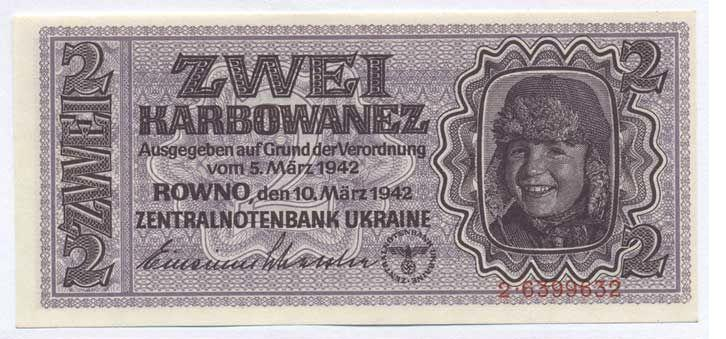
Bitllets denominats karbovanets (Karbowanez en alemany). Els karbovanets van substituir el ruble soviètic a la paritat i van estar en circulació entre 1942 i 1945. Estava vinculat al Reichsmark a una taxa de 10 karbovantsiv = 1 Reichsmark.

El Reichskommissariat Ukraine va pagar impostos i fons d'ocupació al Reich alemany fins al febrer de 1944 per un import de 1.246 milions de Reichsmarks (equivalent a 5.000 milions d'euros de 2017) i 107,9 milions de rubles soviètics, d'acord amb la informació composta per Lutz von Krosigk, ministre del Reich de Finances.
El Ministeri del Reich per als Territoris Orientals Ocupats va ordenar a Koch i Hinrich Lohse (el Reichskommissar d'Ostland) el març de 1942 que proveïssin 380.000 treballadors agrícoles i 247.000 treballadors industrials per a les necessitats laborals alemanyes. Més tard Koch va ser esmentat durant el missatge d'any nou de 1943, com va "reclutar" 710.000 treballadors a Ucraïna. Aquesta i les posteriors accions de "registre de treballadors" a Ucraïna acabarien contraproduent després de la batalla de Kursk (juliol-agost de 1943), quan els alemanys intentarien construir una línia defensiva al llarg del Dnièper només per descobrir que la mà d'obra necessària havia estat reclutada per mà d'obra forçosa a Alemanya o havia passat a la clandestinitat per prevenir aquest "reclutament".
Alfred Rosenberg va implementar un "Nou ordre agrari" a Ucraïna, ordenant la confiscació de propietats estatals soviètiques per establir propietats estatals alemanyes. A més, la substitució dels Kolkhozes i Sovkhozes, pels seus propis "Gemeindwirtschaften" (granges comunals alemanyes), la instal·lació de l'empresa estatal "Landbewirstschaftungsgessellschaft Ukraine MbH" per a la gestió de les noves granges i cooperatives estatals alemanyes, i la fundació de nombroses "Kombines" (Grans monopolis d'explotació alemanys) amb capital governamental o privat al territori, per explotar els recursos i la zona del Donbàs.
Hitler va dir que "Ucraïna i les terres orientals produirien 7 milions, o més probablement 10 o 12 milions de tones de gra per cobrir les necessitats alimentàries d'Alemanya".

## Intencions alemanyes
El règim planejava fomentar l'assentament dels agricultors alemanys i altres "germànics" a la regió després de la guerra, juntament amb l'apoderament d'alguns alemanys ètnics al territori. Ucraïna era la suposada residència de les antigues tribus gòtiques germàniques ; així, segons Hitler, "Aquí només s'ha de parlar alemany". L'enviament de colons holandesos va ser a càrrec de la "Nederlandsche Oost-Compagnie", una companyia holandesa-alemanya dedicada a fomentar la colonització de l'est per part dels ciutadans holandesos.
L'administració civil alemanya es va reunir amb "Volksdeutsche" (d'ètnia alemanya) a Mikolaiv, Zaporizhzhia i Dnipro. Els arxius del cens soviètic de 1926 els comptaven com a 393.924 persones. Els soviètics comptaven els alemanys ètnics a tota Rússia en 1.423.534, o l'1% de la població total el 1939.
L'administració va prendre mesures per protegir els alemanys de la zona que estaven inscrits a la seva llista racial Volksdeutsch. Rebien drets especials
el retorn de les seves terres i propietats abans de la revolució soviètica
- permís per tornar a visitar els pares a la pàtria
- la creació de zones especials de resident alemany a Dnipro i altres zones
- va fomentar el reclutament a l'exèrcit alemany o el servei a l'administració civil del territori, entre altres mesures especials.

A Ucraïna, els alemanys van publicar una revista local en llengua alemanya, la Deutsche Ukrainezeitung.
Durant l'ocupació un nombre molt reduït de ciutats i els seus districtes acompanyats van mantenir noms alemanys. Aquestes ciutats van ser designades com a reductes urbans pels nadius de Volksdeutsche natives. Hegewald (la seu del quarter general d'Himmler i la ubicació d'una petita colònia alemanya experimental), Försterstadt (també una colònia de Volksdeutsche), Halbstadt (un assentament mennonita alemany), Alexanderstadt, Kronau i Friesendorf van ser alguns d'aquests.
El 12 d'agost de 1941 Hitler va ordenar la destrucció completa de la capital ucraïnesa de Kíiv mitjançant l'ús de bombes incendiàries i trets. Com que l'exèrcit alemany no tenia material suficient per a aquesta operació, no es va dur a terme, després de la qual cosa els planificadors nazis van decidir morir de fam als habitants de la ciutat. Heinrich Himmler, per la seva banda, considerava Kíiv com "una antiga ciutat alemanya" a causa dels drets de la ciutat de Magdeburg que havia adquirit segles abans, i sovint es referia a ella com "Kiroffo".

## Enllaços exters
- Officials of the Ostministerium and the Reichskommissariats a Wayback Machine (archived 29 October 2009[Date mismatch])
- Map of Occupied Europe Arxivat 2012-12-05 at Archive.is